# Szinkronstúdió

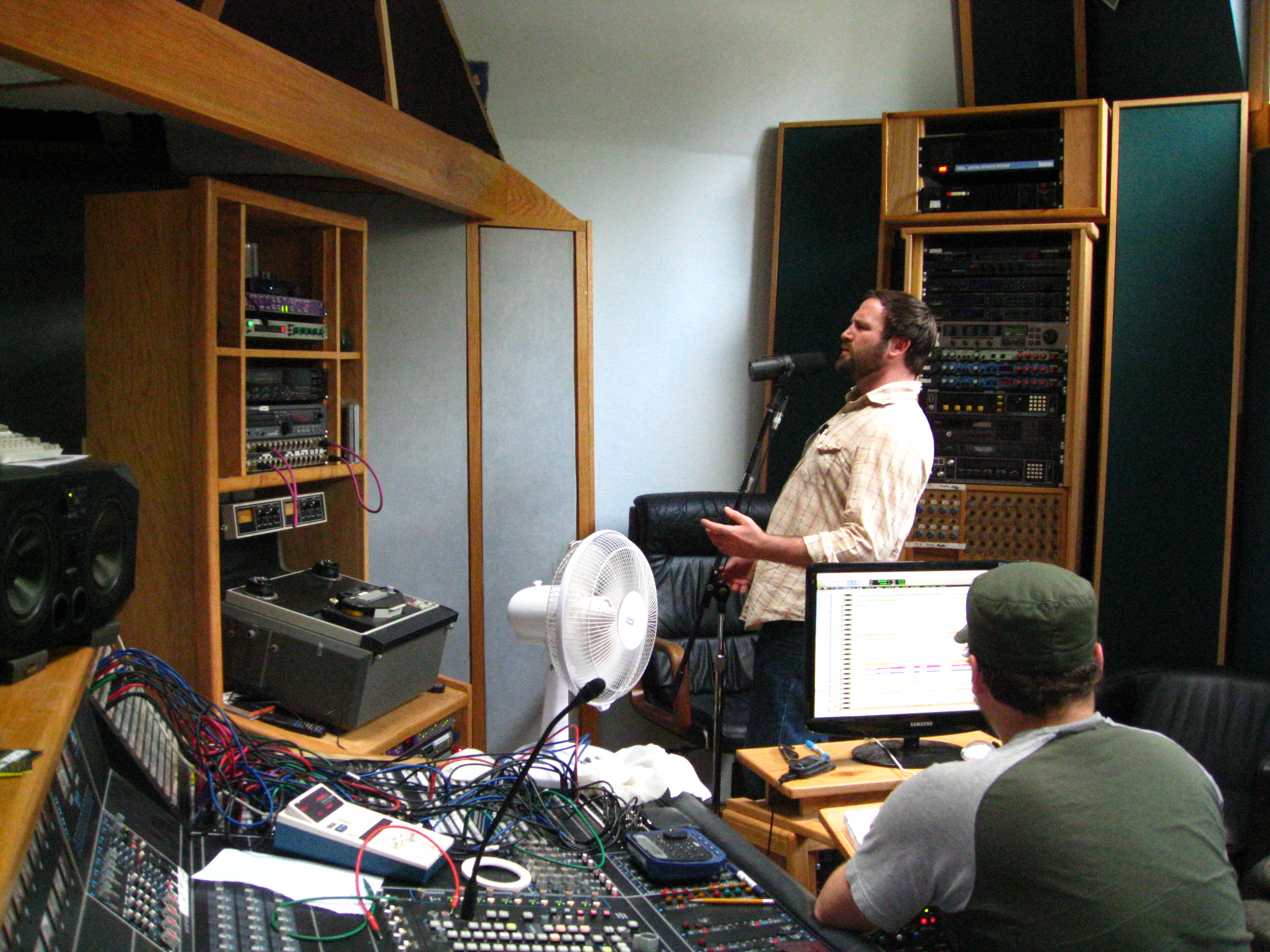
Szinkronszínész felvétel közben

A szinkronstúdió a filmek, televíziós sorozatok, rajzfilmek, reklámok szinkronizálását biztosító hangszigetelt szoba, illetve több helyiségből álló komplexum.

## Története
Magyarországon az első filmszinkront az 1928-ban forgatott amerikai filmhez, a The Singing Foolhoz készítették. A filmet 1929. szeptember 20-án mutatták be, Az éneklő bolond címmel. Ez volt egyben az első hangosfilm is Budapesten. A korai próbálkozások még gyenge technikai felszereltséggel, rossz hangminőséggel és amatőr szintű színészi teljesítménnyel készültek. 1931-ben egy amerikai vállalat hangosfilm műtermet építtetett Párizsban azzal a céllal, hogy  minél több nyelvterületet lefedjen filmjeivel. Felépítették a díszleteket, megíratták a forgatókönyvet (ügyelve arra, hogy kevés szereplő legyen benne), majd Európa különböző országaiból színészeket hívtak, hogy játsszák el a filmet a saját nyelvük tolmácsolásában.
A magyar filmszinkron tulajdonképpen 1935 novemberében született meg, amikor Lakner Artúr a Magyar Film Iroda keretén belül elindította a szinkronkészítést. A második világháború alatt nagyon nehéz volt beszerezni, vásárolni bármilyen stúdióba szükséges technikai felszerelést, mikrofont, keverőpultot, monitort stb. A valóban nívós szinkronmunka csak az 1950-es években kezdődött, amikor megalakult az első igazi magyar filmstúdió és az akkoriban profinak számító szinkronstúdió, a Pannónia Filmstúdió. A magyar szinkronban olyan nagy színészek működtek közre, mint Földessy Margit, Szabó Ottó, Sinkovits Imre, és a stúdiónak saját társulata is volt. Emellett kiváló fordítók és szinkronrendezők működtek közre, és a magyar szinkron világszínvonalú volt, olyan alkotások születtek, amik gyakran az alapfilmet is felülmúlták. Az utóbbi években a színvonal jelentősen visszaesett.

## A stúdió felépítése

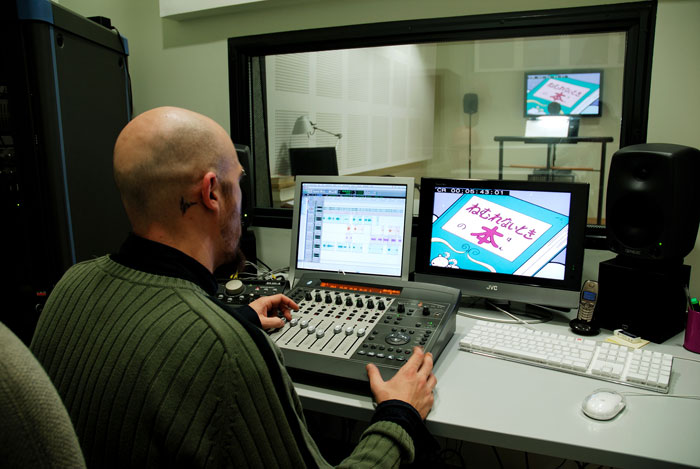
Szinkronstúdió

A szinkronstúdiók magán vagy állami vállalkozások. Ha több kisebb cég van összekapcsolódva egy hatalmas Európa-szintű vállalatban, azok hatalmas, irodaházszerű épületben helyezkednek el, amelyekben 10–15 stúdió helyezkedik el, és lehet még koncertterem és zenekari próbahely is. A magánkézben lévő vállalatok kisebb épületben helyezkednek el, és csupán 1–2 stúdióval rendelkeznek. Magyarország legjobban felszerelt szinkronstúdiója és filmstúdiója a 2000-es évek előtt a Pannónia Filmstúdió volt, ma ezt a szerepet a Mafilm vette át. A Mafilmen belül a Mafilm audio Kft. készíti a filmszinkronokat, és egyben a filmek hanganyagáért is felelős.
Egy szinkronstúdió minden esetben két részből áll: magából a hangszigetelt szobából, ahol a felvétel történik és a hangmérnöki szobából, ahol a hangmérnök, a szinkronrendező és a felvételvezető tartózkodik és irányítja a felvételt. A hangmérnöki szobában vannak a hangfalak, a keverőpultok, fantomtápok. A színészekkel egy mikrofon segítségével tartják a kapcsolatot. A stúdió szobában van egy vagy két televízió készülék, amin a film, alatta pedig a számláló fut. A színészek előtt mikrofon, fejükön többnyire fülhallgató van. A stúdió belülről általában sárga, barna vagy piros színező réteggel borított, jól hangszigetelt szoba.

## Forgalom
A stúdiók általában a méretükkel arányos forgalmat bonyolítanak. Ez azt jelenti, hogy a televíziós sorozatok, a reklámok, a dokumentumfilmek szinkronját általában a kisebb forgalmat bonyolító szinkronstúdiók készítik, míg a mozifilmekét a nagyobb vállalatok csinálják, akik ebben a szektorban olcsóbban tudnak dolgozni.

## Ismertebb magyar szinkronstúdiók
A „nagyobbak”
- Pannónia Filmstúdió – 2015-ben megszűnt.
- Mafilm Audio Kft.
- Masterfilm Digital Kft. (Masterfilm Kft.)
- SDI Media Hungary (SDI Sun stúdió)
- Active Kommunikációs Kft.

A „kisebbek”
- Mikroszinkron Kft.
- Laborfilm Szinkronstúdió
- Pannonia Sound System
- Balog Mix Stúdió
- Syncton Stúdió
- Film Sound Stúdió
- Szinkron Systems
- MAHIR Szinkron Kft.
- Digital Media Services
- Hang-Kép Szinkroncsoport
- Direct Dub Studios